# آرى امبار
آرى امبار هي قرية وبلدية تقع في منطقة ولاية لبراكنه جنوب غرب الجمهورية الإسلامية الموريتانية. تقع بالقرب من الحدود مع السنغال .
قدر عدد سكانها خلال عام 2000 بحوالي: 13.722 نسمة.